# Wintersdorf (Ralingen)
Wintersdorf (luxemburgisch Wanschdrëf) ist ein Ortsteil und ein Ortsbezirk der Ortsgemeinde Ralingen im Landkreis Trier-Saarburg in Rheinland-Pfalz.

## Geographie
Wintersdorf liegt an der Sauer direkt an der Grenze zu Luxemburg. Die Nachbarorte von Wintersdorf sind Ralingen und Ralinger Mühle im Norden, Kersch im Osten, Udelfangen im Südosten und Hinkel im Süden auf luxemburgischem Staatsgebiet.
Zu Wintersdorf gehört auch die Wohnplätze Wintersdorferberg und Rabenborner Steingrube 1.

## Geschichte
Die erste gesicherte urkundliche Erwähnung des Ortes unter dem Namen Winteronis villa (Uuinteronsis uillam) datiert vom 20. August 953, als König Otto I. dem Kloster St. Irminen (Oeren) zu Trier eine Reihe von namentlich angegebenen Gütern bestätigte.
Wintersdorf gehörte bis zum Ende des 18. Jahrhunderts zur luxemburgischen Herrschaft Rosport.
Nach 1792 hatten französische Revolutionstruppen die Österreichischen Niederlande, zu denen das Herzogtum Luxemburg gehörte, besetzt und im Oktober 1795 annektiert. Von 1795 bis 1814 gehörte der Ort zum französischen Kanton Echternach im Departement der Wälder.
Im Jahr 1815 wurde das ehemals luxemburgische Gebiet östlich der Sauer und der Our auf dem Wiener Kongress dem Königreich Preußen zugeordnet. Damit kam die Gemeinde Wintersdorf 1816 zum Landkreis Trier im Regierungsbezirk Trier in der Provinz Großherzogtum Niederrhein, die 1822 in der Rheinprovinz aufging. Die Gemeinde Wintersdorf wurde der Bürgermeisterei Ralingen  unterstellt.
1915 wurde Winterdorf an das Eisenbahnnetz angeschlossen. Diese Eisenbahnlinie wurde jedoch 1968 stillgelegt. Heute befindet sich auf der ehemaligen Trasse der Sauertal-Radweg.
Nach dem Ersten Weltkrieg gehörte das gesamte Gebiet zum französischen Teil der Alliierten Rheinlandbesetzung. Nach dem Zweiten Weltkrieg wurde Wintersdorf innerhalb der französischen Besatzungszone Teil des damals neu gebildeten Landes Rheinland-Pfalz.
Im Rahmen der Mitte der 1960er Jahre begonnenen rheinland-pfälzischen Gebiets- und Verwaltungsreform wurde der Landkreis Trier am 7. Juni 1969 aufgelöst. Wintersdorf gehörte zu dem größeren Kreisteil, der mit dem Landkreis Saarburg zum neuen Landkreis Trier-Saarburg vereinigt wurde. Am 17. März 1974 wurden die vier bis dahin selbständigen Gemeinden Edingen, Kersch, Olk und Wintersdorf nach Ralingen eingemeindet. Wintersdorf hatte zu diesem Zeitpunkt 388 Einwohner.

## Politik

### Ortsbezirk
Wintersdorf ist gemäß Hauptsatzung einer von sechs Ortsbezirken der Ortsgemeinde Ralingen. Der Ortsbezirk umfasst das Gebiet der früheren Gemeinde, ausgenommen acht Parzellen der Gemarkung, die dem Ortsbezirk Kersch zugeordnet wurden. Die Interessen des Ortsbezirks werden durch einen Ortsbeirat und durch einen Ortsvorsteher vertreten.

### Ortsbeirat
Der Ortsbeirat besteht aus sieben Mitgliedern, die bei der Kommunalwahl am 9. Juni 2024 in einer personalisierten Verhältniswahl gewählt wurden, und dem ehrenamtlichen Ortsvorsteher als Vorsitzendem.
Die Sitzverteilung:
| Wahl | CDU               | FWGR (a)          | WGB (b)           | Gesamt  |
| ---- | ----------------- | ----------------- | ----------------- | ------- |
| 2024 | per Mehrheitswahl | per Mehrheitswahl | per Mehrheitswahl | 5 Sitze |
| 2019 | –                 | 3                 | 4                 | 7 Sitze |
| 2014 | 5                 | 2                 | –                 | 7 Sitze |
| 2009 | 4                 | 3                 | –                 | 7 Sitze |

### Ortsvorsteher
Joachim Sels wurde am 17. September 2024 Ortsvorsteher von Wintersdorf. Da für die Direktwahl am 9. Juni 2024 kein Wahlvorschlag eingereicht wurde, erfolgte die Neuwahl durch einstimmige Wahl des Ortsbeirats in der konstituierenden Sitzung am 5. September 2024.
Der Vorgänger von Joachim Sels, Volker Barth, hatte das Amt 2004 übernommen. Zuletzt bei der Direktwahl am 26. Mai 2019 war er mit einem Stimmenanteil von 75,68 % für weitere fünf Jahre in seinem Amt bestätigt worden.

## Kultur und Sehenswürdigkeiten

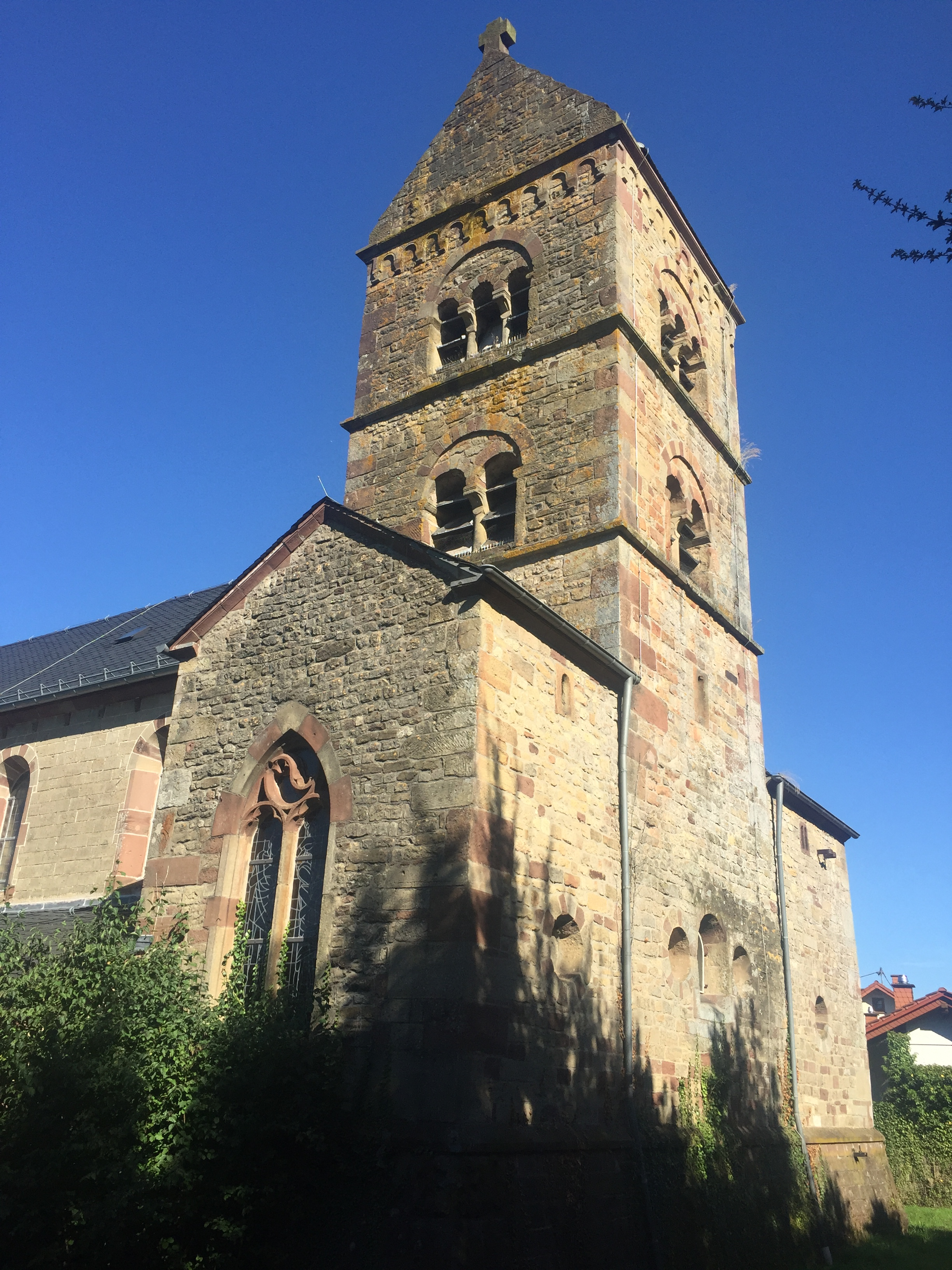
Kirche St. Jakobus (2016)

In der Denkmalliste des Landes Rheinland-Pfalz (Stand: 2021) werden folgende Kulturdenkmäler genannt:
- Katholische Pfarrkirche St. Jakobus, neuromanische doppelchörige Basilika (1901/03), romanischer Ostquerbau (um 1100)
- Pfarrhaus (um 1800, umgebaut 1908)
- Marienkapelle (Wegekapelle, bezeichnet 1897)
- Quereinhaus (Ende 18. Jahrhundert)
- Kirchborn bzw. Jakobusborn (Laufbrunnen, 1913)
- zwei Wegekreuze in der Gemarkung (2. Hälfte 19. Jahrhundert)

### Vereine
Die ortsansässigen Vereine sind die Freiwillige Feuerwehr und die Jugendfeuerwehr, die Jugendgruppe, der Kirchenchor, das Mandolinenorchester, der Musikverein, die SG Sauertal sowie die Spvgg Wintersdorf/Kersch.

## Wirtschaft und Infrastruktur
Durch den Ort verläuft die Bundesstraße 418. Der Sauertal-Radweg führt durch Wintersdorf.